# Zverevo

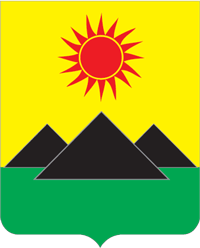
Huy hiệu của Zverevo

Zverevo (tiếng Nga: Зве́рево) là một thị xã ở Rostov Oblast, Nga, cự ly 140 kilômét (87 mi) về phía đông bắc Rostov-on-Don. Dân số: 25.356 người (điều tra dân số Nga năm 2002); 28.206 (điều tra dân số Liên Xô năm 1989).
Zverevo phát triển từ một khu định cư khai khoáng được lập đầu thế kỷ 20, thành đô thị năm 1929 và thành thị xã năm 1989.
Bản mẫu:Cities and towns in Rostov Oblast